# 사무일 페인베르크

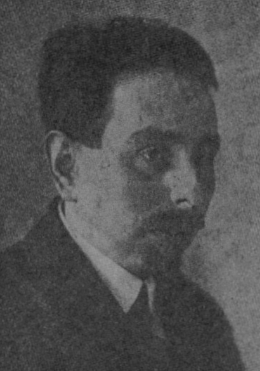

사무일 페인베르크(러시아어: Самуи́л Евге́ньевич Фе́йнберг, 1890년 5월 26일 ~ 1962년 10월 22일)는 러시아와 소련의 작곡가이자 피아니스트이다.
오데사에서 태어난 페인베르크는 1894년부터 모스크바에서 살았고 모스크바 음악원에서 알렉산드르 골덴바이저에게 배웠다. 그는 또한 니콜라이 제일야예프 밑에서 개인적으로 작곡을 공부했다. 1911년 음악원을 졸업하고 부업으로 작곡을 하면서 솔로 피아니스트로 경력을 쌓기 시작했다. 하지만, 그는 곧 병이 들어 제대할 때까지 러시아를 위해 1차 세계대전에 참전하기 위해 보내졌다. 1922년, 그는 모스크바 음악원의 교수진에 합류하여 그의 피아노 경력을 다시 시작했다. 1930년 스탈린의 러시아에 대한 정치적 탄압으로 페인베르크의 콘서트 활동은 제한되었다. 그는 1930년대에 단 두 번의 해외여행 - 1936년 빈과 1938년 브뤼셀 - 을 다녀왔을 뿐이어서 러시아 밖에서는 일반적으로 잘 알려지지 않았다. 1946년, 그는 스탈린 상을 받았다.
페인베르크는 소련에서 요한 제바스티안 바흐가 작곡한 평균율 클라비어곡집를 연주한 최초의 피아니스트였다. 그는 평균율 클라비어곡집의 녹음과 다른 작품들로 오늘날 가장 기억되고 있다. 그는 또한 3개의 피아노 협주곡, 12개의 피아노 소나타, 환상곡와 다른 작품들을 작곡했다.